# Ælle (roi du Sussex)
Vous lisez un « bon article » labellisé en 2009.
Pour les articles homonymes, voir Aella.
Ælle, Aelle ou Elle aurait été le premier roi du Sussex, dans le sud de l'Angleterre, à partir de 477 et peut-être jusqu'en 514. Les informations à son sujet sont si maigres que son existence même ne peut être affirmée avec certitude.
D'après la Chronique anglo-saxonne, rédigée environ quatre siècles après sa mort, Ælle et trois de ses fils, venus d'Europe continentale, auraient débarqué en Grande-Bretagne près de l'actuel promontoire de Selsey Bill et affronté les Bretons à plusieurs reprises. En 491, ils auraient remporté une victoire sur le site du village actuel de Pevensey et massacré tous leurs adversaires. Si les événements rapportés par la tradition sont invérifiables, la toponymie du Sussex montre clairement que la région est soumise à une colonisation extensive des Saxons à une date très reculée, ce qui tend à prouver qu'il s'agit bien d'une de leurs premières conquêtes.
Ælle est, selon le chroniqueur du VIIIe siècle Bède le Vénérable, le premier roi à avoir exercé l’imperium (ou suzeraineté) sur les autres royaumes anglo-saxons au sud du Humber. La Chronique anglo-saxonne en fait le premier des bretwaldas, ou « seigneurs de Bretagne », mais rien ne prouve que ce titre ait existé à son époque. La date de mort d'Ælle est inconnue, de même que l'identité de son successeur à la tête des Saxons du Sud. Ce peuple ne réapparaît dans les sources qu'au moment de sa christianisation, près de deux siècles plus tard.

## Contexte

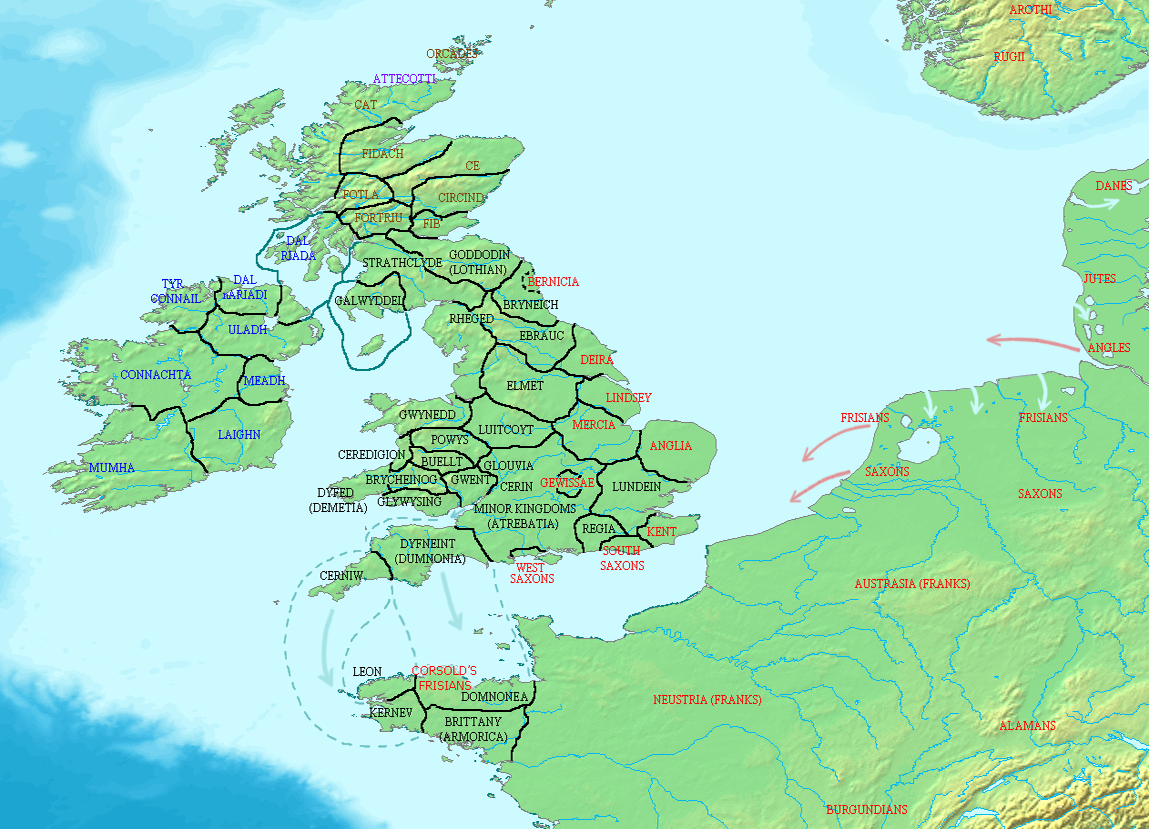
Les royaumes des îles Britanniques vers l'an 500. Les peuples germaniques sont indiqués en rouge, les Bretons en noir, les Gaels en bleu et les Pictes en marron. Les frontières sont approximatives.

Les années où Ælle est censé avoir vécu appartiennent à la période la plus mal documentée de l'histoire de l'Angleterre. L'historien James Campbell écrit ainsi : « Le vice naturel de l'historien est de prétendre connaître le passé. Cette prétention n'est jamais aussi dangereuse que lorsqu'elle est ancrée en [Grande-]Bretagne, entre 400 et 600 ap. J.-C. ».
Au début du Ve siècle, la Grande-Bretagne est romaine depuis trois cent cinquante ans. Les ennemis les plus gênants de l'Empire y sont les Pictes, qui occupent le centre et le nord de l'Écosse, et les Gaëls, qui lancent fréquemment des incursions depuis l'Irlande. Tout aussi contrariants sont les Saxons, nom donné par les Romains aux peuples vivant dans le nord de l'Allemagne actuelle et dans le sud du Jutland. Les incursions saxonnes sur le littoral de l'est et du sud de l'Angleterre deviennent suffisamment alarmantes à la fin du IIIe siècle pour que les Romains bâtissent un réseau de forts sur ce qu'ils appellent le litus Saxonicum (« côte saxonne »), dont la défense est confiée à un comes (« comte »). La mainmise romaine sur la Grande-Bretagne prend fin au début du Ve siècle : la date généralement retenue est 410, année qui voit l'empereur Honorius envoyer des lettres aux Bretons pour les exhorter à prendre en main eux-mêmes leur défense. Les troupes stationnées en Grande-Bretagne sont fréquemment utilisées pour soutenir les prétentions d'usurpateurs au trône impérial, et après 410, les armées romaines ne reviennent jamais,.
Après cette date, les sources écrites deviennent extrêmement rares. Une tradition, rapportée dès le milieu du VIe siècle par le moine breton Gildas dans son sermon De excidio et conquestu Britanniae, veut que les Bretons aient demandé de l'aide contre les barbares au consul Flavius Aetius, probablement vers la fin des années 440, mais que leur demande soit restée lettre morte. Par la suite, un souverain breton nommé Vortigern aurait invité des mercenaires du continent pour l'aider à lutter contre les Pictes (d'autres sources corroborent ici les dires de Gildas, parmi lesquelles la Chronique anglo-saxonne). Les chefs des mercenaires, Hengist et Horsa, se rebellent contre Vortigern, et une longue période de conflit s'ensuit. Les envahisseurs (Angles, Saxons, Jutes et Frisons) prennent le contrôle d'une partie de l'Angleterre, mais ils sont vaincus lors d'une grande bataille au mont Badon. Certains auteurs suggèrent qu'Ælle a pu mener les forces saxonnes au cours de cette bataille, tandis que d'autres rejettent cette idée. Cette bataille inaugure une période de répit pour les Bretons qui dure au moins jusqu'à l'époque où écrit Gildas, ce qui représente peut-être une quarantaine ou une cinquantaine d'années entre la fin du Ve siècle et le milieu du VIe,. L'avancée anglo-saxonne reprend ensuite et à la fin du VIe siècle, le sud de l'Angleterre est presque entièrement entre leurs mains. Peter Hunter Blair propose de dater la conquête finale des années 550-575.

## Sources

### Sources littéraires

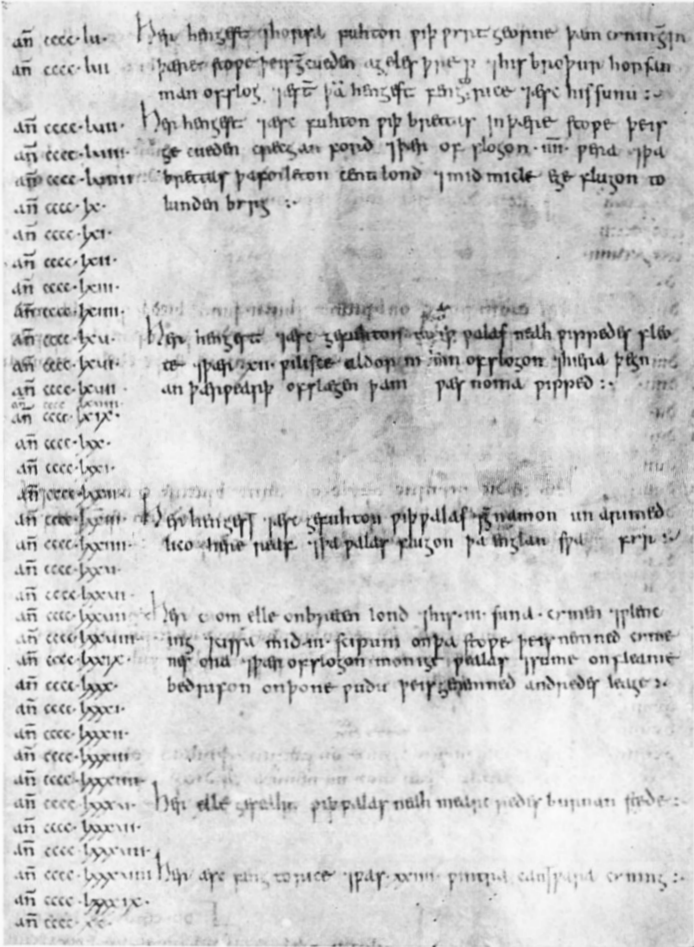
Une page du manuscrit A de la Chronique anglo-saxonne. Le nom d'Ælle, orthographié « Elle », apparaît dans deux entrées au bas de la page.

Deux sources littéraires mentionnent nommément Ælle. La plus ancienne est l'Histoire ecclésiastique du peuple anglais, une histoire de la christianisation des Anglo-Saxons rédigée par le moine northumbrien Bède le Vénérable et achevée en 731. Bède mentionne Ælle comme ayant exercé ce qu'il appelle l'imperium (un terme généralement traduit par « souveraineté ») sur « toutes les provinces du Sud séparées de celle du Nord par la rivière Humber ». Bède énumère sept rois ayant détenu cet « imperium », dont Ælle est le premier. Il précise de manière indirecte qu'Ælle est païen et non chrétien, puisque c'est un roi ultérieur qui est selon lui « le premier à accéder au royaume des cieux ».
La deuxième source est la Chronique anglo-saxonne, un ensemble d'annales compilées au Wessex à partir de la fin du IXe siècle, sous le règne d'Alfred le Grand. Trois de ses entrées mentionnent Ælle. La première, pour l'année 477, indique qu'Ælle a débarqué en Bretagne avec ses trois fils Cymen, Wlencing et Cissa en un lieu appelé Cymenes ora, qu'il y a tué de nombreux Bretons et en a fait fuir d'autres dans une forêt, Andredes leag. La seconde, pour l'année 485, fait état d'une bataille entre Ælle et les Bretons près d'un cours d'eau nommé Mearcredes burnan. La dernière, pour l'année 491, évoque le siège d'Andredes cester par Ælle et Cissa et précise qu'ils ont massacré tous les Bretons qui y vivaient,.
La Chronique date d'environ quatre siècles après les événements qu'elle rapporte concernant Ælle. Les annalistes qui l'ont compilée se sont basés sur des chroniques plus anciennes, ainsi que sur des sources orales de type saga, mais il est impossible de retracer l'origine de ces entrées. Trois des lieux mentionnés en lien avec Ælle peuvent être identifiés. Grâce à des références plus tardives, Cymenes ora (« la côte de Cymen ») peut être localisé au sud de l'actuel promontoire de Selsey Bill, juste à l'est de l'île de Wight, en un point submergé par la Manche depuis. L'endroit est marqué par des bancs de sable, les Owers. La forêt d'Andredes leag est le Weald, qui s'étend à l'époque du nord-ouest du Hampshire jusqu'au nord du Sussex. Enfin, Andredes cester est Anderitum, un fort du litus Saxonicum qui correspond au château de Pevensey ultérieur,. En revanche, le Mearcredes burnan de l'entrée pour 485 reste inconnu.
La Chronique mentionne encore une fois Ælle sous l'année 827. Il y figure au début d'une liste de huit bretwaldas, ou « seigneurs de Bretagne ». Cette liste reprend les sept « suzerains » de Bède et y ajoute le roi du Wessex Ecgberht, l'arrière-grand-père d'Alfred le Grand. La signification exacte de ce titre est sujette à débat, tout comme l'étendue effective du pouvoir d'Ælle sur le sud de l'Angleterre,. En outre, la liste de Bède présente un intervalle de temps conséquent entre Ælle et le second roi, Ceawlin du Wessex, dont le règne débute à la fin du VIe siècle. Il est possible que cela reflète une interruption de la domination anglo-saxonne en Angleterre.
Des sources antérieures à Bède mentionnent les Saxons du Sud sans nommer Ælle. La toute première référence à ce peuple reste cependant tardive : il s'agit une charte du roi Nothhelm, datée d'environ 692, où il porte le titre de « roi des Saxons du Sud ». D'autres textes permettent d'éclairer l'époque d'Ælle, bien qu'ils ne mentionnent ni son royaume, ni lui. La description que fait Gildas de l'Angleterre à son époque permet de comprendre le flux et reflux des incursions anglo-saxonnes. Procope de Césarée, un historien byzantin légèrement postérieur à Gildas, s'ajoute aux maigres sources sur les migrations en incluant un chapitre sur l'Angleterre dans l'un de ses ouvrages. Il note que les peuples de Bretagne (les Anglais, les Bretons et les Frisons) sont si nombreux qu'ils migrent chaque année en grand nombre vers le royaume des Francs. Il s'agit probablement d'une référence aux Bretons qui émigrent en Armorique pour fuir les Anglo-Saxons et donnent par la suite leur nom à l'endroit où ils s'installent : la Bretagne.

### La toponymie du Sussex

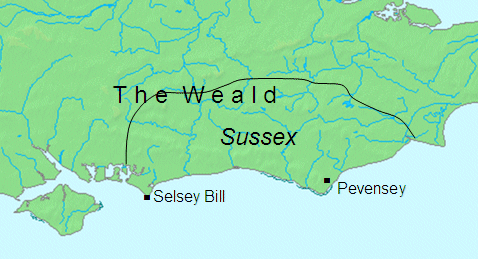
Carte du sud-est de l'Angleterre montrant les lieux visités par Ælle d'après la Chronique anglo-saxonne, ainsi que les limites du Sussex actuel.

Les dates données dans la Chronique anglo-saxonne pour la colonisation du Sussex sont corroborées par une analyse des toponymes d'origine vieil-anglaise de la région. Les preuves les plus évidentes sont les noms se terminant en -ing, comme Worthing ou Angmering. Ces noms sont dérivés d'une forme plus ancienne se terminant en -ingas. Par exemple, Hastings provient du nom Hæstingas qui signifie « ceux qui suivent, ou dépendent, d'une personne nommée Hæsta ».
C'est entre Selsey Bill à l'ouest et Pevensey à l'est que l'on trouve la concentration la plus dense de noms formés sur ce modèle en Grande-Bretagne. On en compte environ quarante-cinq dans le Sussex, et les noms de personnes dont ils dérivent semblent, dans de nombreux cas, être tombés en désuétude avant la réapparition de documents écrits au VIIe siècle. Il est donc généralement admis que ces toponymes témoignent de l'établissement de communautés saxonnes stables dès les Ve et VIe siècles,. En outre, le Sussex présente un nombre remarquablement faible de toponymes d'origine brittonique. Cela ne veut pas forcément dire que les Saxons ont tué ou chassé la quasi-totalité des autochtones (malgré le massacre mentionné dans la Chronique en 491), mais cela implique que l'invasion s'est faite à une échelle qui a laissé peu de place aux Bretons.
Ces éléments ne suffisent pas à prouver les dates données dans la Chronique, et encore moins l'existence d'Ælle lui-même, mais ils soutiennent l'idée d'une conquête réalisée très tôt et de l'établissement rapide d'un royaume stable,.

## Règne
Si les dates données par la Chronique anglo-saxonne sont exactes à cinquante ans près, alors le règne d'Ælle s'inscrit au milieu de l'expansion anglo-saxonne, avant la défaite finale des Bretons. Il semble cohérent de situer les batailles d'Ælle avant celle du mont Badon, qui pourrait expliquer à son tour le long intervalle, de cinquante ans ou plus, dans la succession des bretwaldas. En effet, si la paix arrachée par les Bretons a bel et bien tenu jusqu'à la seconde moitié du VIe siècle, alors il n'est guère étonnant qu'aucun souverain anglo-saxon n'ait pu exercer la moindre suzeraineté sur l'Angleterre pendant cette période. L'idée d'une halte dans l'avancée anglo-saxonne est également soutenue par le récit fait par Procope de la migration des Bretons vers le royaume des Francs. Ce récit correspond à ce que l'on sait de la colonisation contemporaine de l'Armorique : les colons semblent avoir été issus au moins en partie de Domnonée, en Cornouailles, et des régions de Bretagne continentale ont également pris le nom de Domnonée et Cornouaille. Il semble plausible que quelque chose ait interrompu à cette époque le flot régulier d'Anglo-Saxons du continent vers la Grande-Bretagne. Les dates des batailles d'Ælle sont aussi raisonnablement cohérentes avec les événements de l'autre côté de la Manche, où le roi mérovingien Clovis unit les Francs en un seul royaume à partir des années 480. La puissance franque pourrait constituer un facteur qui incite les aventuriers saxons à tenter leur chance en Angleterre plutôt que sur le continent.
Il est donc possible qu'un roi historique du nom d'Ælle ait existé, soit arrivé depuis le continent à la fin du Ve siècle, et ait conquis une grande partie du Sussex actuel. Il s'agissait peut-être d'un seigneur de guerre prééminent, du chef d'une fédération de tribus anglo-saxonnes cherchant à s'implanter sur le sol anglais. C'est là peut-être l'origine de la réputation qui a conduit Bède à en faire le premier des bretwaldas. Les batailles décrites dans la Chronique peuvent correspondre à une conquête du Sussex d'ouest en est, contre une résistance bretonne encore suffisamment forte pour tenir quatorze années. Son influence militaire s'étend peut-être jusqu'au Hampshire, et au nord jusqu'à la haute vallée de la Tamise, mais certainement pas, comme l'affirme Bède, sur toute l'Angleterre au sud du Humber.
La Chronique n'évoque pas la mort d'Ælle. Elle ne parle plus de lui ni de ses fils et ne mentionne à nouveau les Saxons du Sud qu'en 675, année du baptême du roi Æthelwalh, dont rien ne permet d'affirmer qu'il descend d'Ælle,. Le chroniqueur du XIIe siècle Henri de Huntingdon situe la mort d'Ælle vers 514 et affirme que son fils Cissa lui succède sur le trône, mais ces informations ne sont vraisemblablement que des déductions de sa part à partir du texte laconique de la Chronique.

### Sources primaires
- Bède le Vénérable (trad. Philippe Delaveau), Histoire ecclésiastique du peuple anglais, Gallimard, coll. « L'Aube des peuples », 1995, 399 p. (ISBN 2-07-073015-8).
- (en) Michael Swanton (trad.), The Anglo-Saxon Chronicle, Routledge, 1996, 363 p. (ISBN 0-415-92129-5).

### Sources secondaires
- (en) James Campbell, Eric John et Patrick Wormald, The Anglo-Saxons, London/New York/Victoria etc, Penguin Books, 1991, 272 p. (ISBN 0-14-014395-5).
- (en) Richard Fletcher, Who's Who in Roman Britain and Anglo-Saxon England, Londres, Shepheard-Walwyn, 1989, 245 p. (ISBN 0-85683-089-5).
- (en) Peter Hunter Blair, An Introduction to Anglo-Saxon England, Cambridge University Press, 1960.
- (en) Peter Hunter Blair, Roman Britain and Early England : 55 B.C. – A.D. 871, W.W. Norton & Company, 1966, 292 p. (ISBN 978-0-393-00361-1).
- (en) Susan E. Kelly, « Ælle [Ælla] (fl. late 5th cent.) », dans Oxford Dictionary of National Biography, Oxford University Press, 2004 (lire en ligne ).
- (en) D. P. Kirby, The Earliest English Kings, Routledge, 1992 (ISBN 978-0-415-09086-5).
- (en) Frank Stenton, Anglo-Saxon England, Clarendon Press, 1971, 3e éd., 765 p. (ISBN 978-0-19-821716-9).